# Thierry Jordan
Thierry Romain Camille Jordan (ur. 31 sierpnia 1943 w Szanghaju) – francuski duchowny katolicki, arcybiskup Reims w latach 1999–2018.

## Życiorys
Święcenia kapłańskie otrzymał 17 grudnia 1966.

## Episkopat
6 października 1987 został mianowany biskupem koadiutor diecezji Pontoise. Sakry biskupiej udzielił mu bp André Rousset. Rządy w diecezji objął 19 listopada 1988.
20 lipca 1999 papież Jan Paweł II mianował go arcybiskupem Reims. 18 sierpnia 2018 papież przyjął jego rezygnację z pełnionego urzędu.